# 上海市財政局

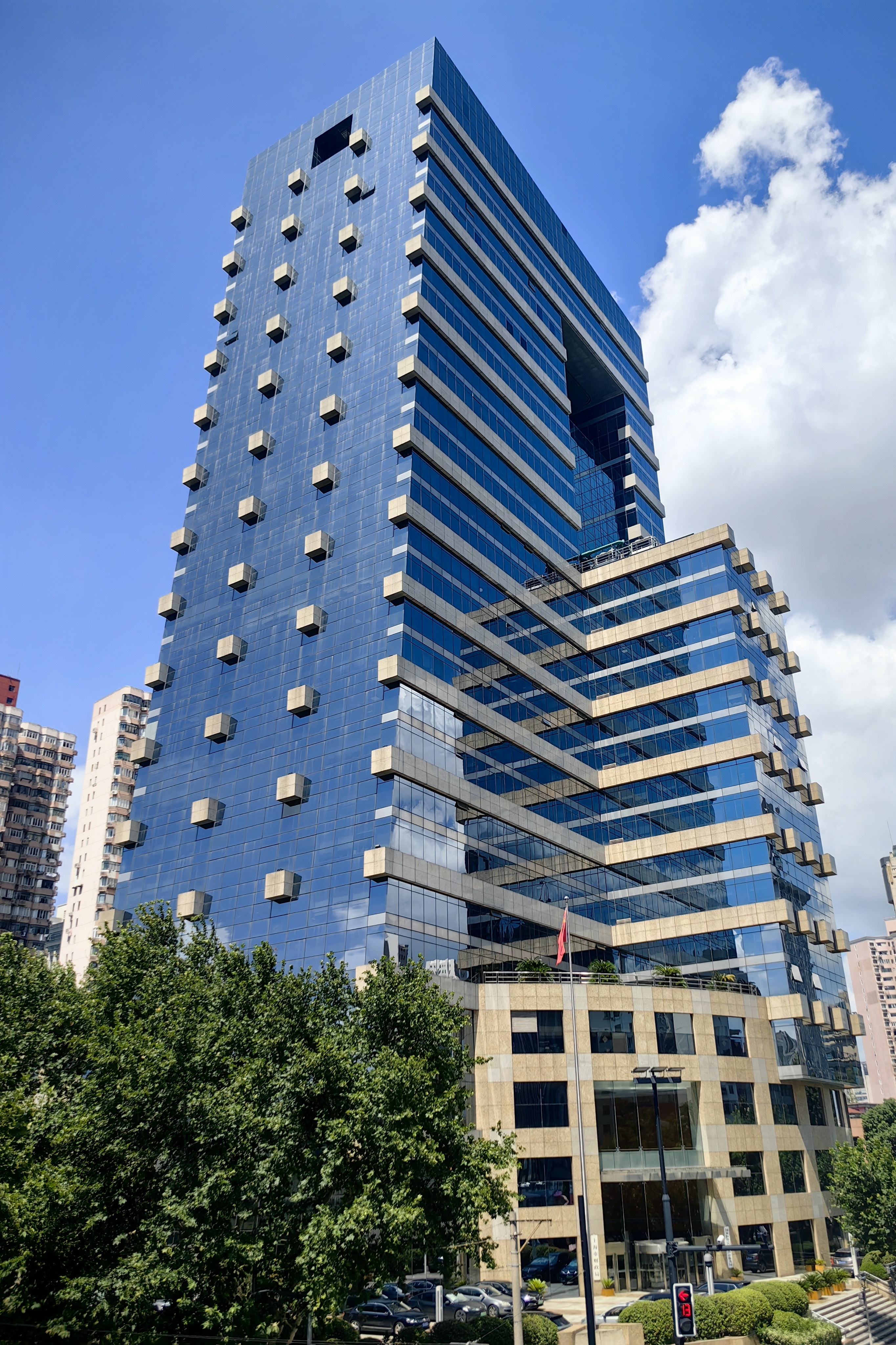
上海市财政局

上海市財政局是中華人民共和國上海市的一個財政機構，隸屬於上海市人民政府，負責上海收入、預算和支出。該機構的前身可以追溯到中華民國北洋政府的淞滬商埠督辦公署。1927年7月，南京國民政府的上海特別市成立後，上海特別市財政局成立。1930年5月，更名為上海市財政局。中華民國上海市末代上海市財政局局長為汪維恆。中國人民解放軍攻佔上海後，上海市財政局被上海市軍事管制委員會接管。上海市人民政府成立後，上海市財政局受上海市人民政府管轄。1959年1月，上海市稅務局併入上海市財政局。1971年3月，中國人民銀行上海市分行併入上海市財政局。1978年1月，人民銀行機構恢復獨立建制。

## 外部連結
- 官方网站